# Hohlweg östlich Ennepetal-Voerde
Der Hohlweg östlich Ennepetal-Voerde ist ein Hohlweg östlich des Ennepetaler Ortsteils Voerde. 
Der Hohlweg ist Teil einer Altstraße, die von Schwelm über Altenvoerde und Voerde nach Hagen-Haspe führte und vor dem in dieser Region um 1800 beginnenden Chausseebau datiert. Vermutlich ist diese Altstraße bereits mittelalterlichen Ursprungs.
Das zwischen dem Talsperrenweg und der Rollmannstraße an einem ansteigenden Hang gelegene Hohlwegstück entstand durch eine starke Nutzung von Fuhrwerken, deren Räder die oberen Bodenschichten bis zu den Gesteinsschichten lockerten, die dann durch Regen ausgewaschen wurden. Im unteren Bereich besitzt der Hohlweg eine Serpentine.
Aufgrund seiner lokalgeschichtlichen Bedeutung und zum Erhalt für spätere archäologische Untersuchungen wurde der Hohlweg als Bodendenkmal unter Schutz gestellt.